# Alois Zöllner
Alois Zöllner (cca 1851 – 3. listopadu 1905 Dolní Moravice) byl rakouský politik německé národnosti z Moravy; poslanec Moravského zemského sněmu.

## Biografie
Byl dědičným rychtářem v Dolní Moravici (Nieder Mohrau).
Koncem 19. století se zapojil i do vysoké politiky. V zemských volbách roku 1896 byl zvolen na Moravský zemský sněm, za kurii venkovských obcí, obvod Šternberk, Rýmařov. Mandát zde obhájil v zemských volbách roku 1902. V roce 1896 se uvádí jako kandidát Německé lidové strany. V roce 1902 se na sněm dostal jako všeněmec. Po rozkolu ve všeněmeckém hnutí roku 1902 přešel do Freialldeutsche Partei (Svobodná všeněmecká strana, později oficiálně Deutschradikale Partei neboli Německá radikální strana). Byl prvním všeněmeckým kandidátem, který pronikl na zemský sněm na Moravě. Patřil mezi nejaktivnější poslance. Zabýval se zejména zemědělskou tematikou. Na mandát rezignoval v srpnu 1905. Rezignoval se zdravotních důvodů. Na sněmu ho nahradil Otto Kindermann.
Zemřel v listopadu 1905 ve věku 54 let.